# Baccaurea carinata
Baccaurea carinata är en emblikaväxtart som beskrevs av Haegens. Baccaurea carinata ingår i släktet Baccaurea och familjen emblikaväxter. Inga underarter finns listade i Catalogue of Life.